# محمدکاظم تهرانی
میرزا محمدکاظم تهرانیان معروف به میرزا کاظم از زبردست‌ترین خوشنویسان سدهٔ گذشته است که از او سیاه‌مشق‌های استادانه‌ای باقی مانده است.
او نستعلیق را به شیوهٔ میرحسین خوشنویس‌باشی و شکسته را به شیوهٔ درویش عبدالمجید بسیار استوار می‌نوشت و معلم خط شاهزاده محمدتقی میرزا قاجار ملقب به رکن‌الدوله و فرزندانش بوده است. محمد کاظم فرزند «شیخ‌محمد مجتهد» بود. از اساتید او سیدعلی حکاک و از شاگردانش سیدعباس را ذکر کرده‌اند. از او آثاری بین سالهای ۱۲۷۸ تا ۱۳۱۸ ه‍.ق باقی مانده و به سال ۱۳۲۵ ه‍.ق درگذشته است.

## فعالیت
میرزا محمدکاظم طهرانی معروف به میرزا کاظم از خوشنویسان نیمهٔ دوم قاجار است که لقب او «انجم نقط» به معنی ستارهٔ نقطه‌ها می‌باشد. میرزا کاظم نستعلیق را به شیوه میرحسین خوشنویس‌باشی و شکسته را به شیوه عبدالمجید طالقانی می‌نوشت. وی از شاگردان سید علی تهرانی مشهور به سید علی حکاک و هم‌دورهٔ میرزا غلامرضا اصفهانی و میرحسین خوشنویس‌باشی بوده است. مرحوم میرزا کاظم فرزند شیخ محمد مجتهد طهرانی و برادرزادهٔ شیخ عبدالحسین طهرانی ملقب به شیخ‌العراقین بوده‌است. تاریخ دقیق تولد و حتی فوت و محل دفن این خوشنویس مشخص نیست؛ ولی طبق آثاری که دیده شده و شاهزاده رکن‌الدوله که جزو شاگردان هم بوده، گفته شده تا سال ۱۳۲۵ قمری زندگی کرده است.
او بیشتر به سطر‌نویسی و سیاه‌مشق علاقه داشته و ندرتاً چلیپا هم می‌نوشته و از ایشان کتابتی هم دیده شده است. سنگ مزار ناصرالدین شاه قاجار هم به خط این خوشنویس شهیر است که در خلوت کریمخانی کاخ گلستان نگهداری می‌شود. از شاگردان میرزا کاظم می‌توان به احمد قوام‌السلطنه و محمدحسن وثوق‌الدوله و میرزا ید‌الله کجوری و شاهزاده رکن‌الدوله و علی‌نقی کاتب همایون عبدالغفار همدانی سید عباس احمدیان علی مخصوص، محمد تقی کمال و دیگران یاد کرد. پس از فوت میرزا غلامرضا اصفهانی که از خوشنویسان دورهٔ قاجار بوده بیشتر شاگردان و علاقه‌مندان او، برای گرفتن تعلیم به محضر میرزا کاظم رسیده‌اند. میرزا کاظم فرزندی هم داشته به‌نام غلامرضا پاک‌نهاد که در خوشنویسی از شاگردان میرزا غلامرضا بوده است.
وی نستعلیق را به شیوه میرحسین خوشنویس‌باشی و شکسته را به شیوه درویش عبدالمجید طالقانی بسیار استوار می‌نوشت و معلم خط شاهزاده محمّدتقی میرزا قاجار رکن‌الدوله و فرزندانش بوده است. نام یکی از شاگردانش را سید عباس ذکر کرده اند که قطعه ای از او به خط گلزار موجود است.
آثار شناخته‌شدهٔ او بین سال‌های ۱۲۷۸ تا ۱۳۱۸ قمری نوشته شده‌است. میرزا محمدکاظم تهرانی در سال ۱۳۲۵ قمری در گذشت.